# Francisco Díaz (gobernador de San Juan)
Francisco Domingo Díaz fue un coronel del ejército de la Confederación Argentina, combatió en la batalla de Angaco y fue dos veces gobernador de la provincia de San Juan, Argentina. Fue miembro del Partido Federal aunque su gestión de gobierno se vio ampliamente influenciada por el Partido Unitario.
Su hijo Ramón Díaz fue un destacado hombre de leyes en la provincia de La Rioja.

## Batalla de Angaco
Participó con el grado de coronel en la Batalla de Angaco en el Batallón Cazadores federales, conformado por tropas sanjuaninas, del cual quedó a cargo al inicio de la batalla por la muerte del coronel José Manuel Espinosa.
En el combate final recibió la orden de Aldao de avanzar a través de una profunda zanja con su batallón de infantería de 350 hombres acompañado por cantidad similar de mendocinos del Batallón Auxiliares de Mendoza hombres con el objeto de tomar las baterías de artillería de Acha. Como resultado de esta acción solo sobrevivieron 157 hombres en total de entre los dos batallones.
Esta batalla ha sido calificada como la más sangrienta de las guerras civiles argentinas y lo fue por esta acción.

## Primera gobernación (1855 - 1857)
Durante su primer gobierno se llamó a la primera convención constituyente de la provincia y se dictó una Constitución provincial de acuerdo con la Constitución Nacional de 1853. A pesar de la Carta de Mayo fue la primera constitución provincial que disponía acerca de la organización de los poderes del estado, el funcionamiento de las instituciones y los mecanismos electorales. Su preámbulo no invocaba a dios como fuente de toda razón y justicia, algo inaudito para la época.
Las reformas llevadas a cabo durante su administración abarcaron un amplio espectro: justicia, política, educación, ejército y cultura. Esto le originó problemas con las autoridades del poder judicial, de la iglesia católica y con el ejército a cargo de Nazario Benavidez, Caudillo cuyano y gobernador por los 12 años anteriores a su periodo.
Asumió por elecciones generales en 1855 y fue destituido por una revolución encabezada por Nazario Benavidez en 1857.

### Periodo de gobierno
El 4 de enero de 1855 la Sala de Representantes de San Juan aceptó la renuncia presentada por el gobernador Nazario Benavidez. El día 21 del mismo mes se nombró el nuevo gobernador provisorio, Francisco D. Díaz.
En esa ocasión los gobernadores salientes y entrantes pronunciaron sus respectivos discursos. Dijo Díaz 

...solo pretende ser el intérprete y organo ejecutor de la voluntad del pueblo de San Juan, sabiendo que esta tenderá a promover el progreso moral y material de la Provincia,  pide abrazar con fe su propósito para lograr organización, orden y sociego... Dirigiéndose luego, a los integrantes del ejército afirmó: ... testigo soy de la importancia de vuestros heroicos servicios y de la subordinación y valor que en ellos habeis acreditado..."

### Conflicto con Benavidez
Al poco tiempo de asumir nombró una comisión para que efectuara el juicio de residencia a Nazario Benavidez, gobernador saliente. La comisión renunció a efectuar el juicio de residencia sosteniendo que el poder omnipotente y absoluto de Benavidez que asumió la suma del poder público en diciembre de 1854 al destituir a la Legislatura. También desconocieron a los diputados provinciales que habían asumido luego de la destitución de la Legislatura. Estos hechos resintieron la relación con Nazario Benavidez.
En septiembre de 1856se constituyó un Consejo Consultivo del gobierno y se nombró a Benavidez para presidirlo. Este declinó del ofrecimiento, lo que patentizó su desconfianza hacia el gobierno.

### Conflicto con la Iglesia
Díaz acusaba al prelado de ser hombre aliado de los unitarios y de obrar de acuerdo con ellos.Nazario Benavidez, caudillo y hombre fuerte de la provincia, era amigo de Maradona y defendía la postura del obispo. El sacerdote gozaba de amplia influencia en gran parte de la población.
Durante la gobernación anterior, el gobernador Nazario Benavidez había solicitado a Timoteo Maradona los documentos que justificaran su ejercicio como vicario del Obispado de San Juan de Cuyo. Maradona contestó que gobernaba en calidad de vicario en sede vacante, por delegación del obispo José Manuel Quiroga Sarmiento.
Díaz en ejercicio del vicepatronato de la iglesia, delegado por decreto del Poder Ejecutivo Nacional, creó nuevos curatos, expropió el hospicio de la iglesia de Nuestra Señora de la Merced para que ahí funcionara la escuela para varones, requirió informes de las finanzas del obispado y solicitó nuevamente los documentos donde constara el nombramiento de Timoteo Maradona como obispo. Esto hizo que se tensaran las relaciones entre el gobierno y la iglesia gravemente.
A mediados de julio de 1856 la crisis estalló y Díaz dictó una resolución desconociendo la legitimidad de Timoteo Maradona como obispo y ordenando sanciones para los prelados que lo obedecieran. Maradona no reconoció el decreto y continuó ejerciendo su cargo. En noviembre del mismo año el gobernador Diaz desconoció nuevamente la investidura de Maradona y dispuso su captura e incomunicación.
El gobierno nacional, ante la crisis en la provincia, ordenó restituir a Timoteo Maradona. Díaz se mostró ante Urquiza de acuerdo con la medida y le manifestó que atrás del conflicto estaba Benavidez quien incitaba al alzamiento.

### Constitución de San Juan
Durante su gobierno se convocó a la primera Convención Constituyente de la provincia que redactó una constitución para la provincia de San Juan en 1856.
Se tomaron como antecedentes las constituciones vigentes en la Provincia de San Luis y la Provincia de Mendoza.
La convención estuvo presidida por Nazario Benavidez y conformada por 40 diputados.
La constitución comprende un preámbulo y 9 capítulos con un total de 44 artículos.
La constitución no innovaba en sus disposiciones respecto a las ya vigentes en otras provincias, pero omitía en el preámbulo la invocación a dios como fuente de toda razón y justicia y suprimía el mantenimiento del culto por parte del estado.

### Obra de gobierno
En la Nación se creó la dirección de Correos y Postas Nacionales, se suprimieron las aduanas provinciales y se creó una Administración de Rentas para todo el país; estos cambios influyeron en la provincia, donde se instalaron delegaciones provinciales.
Se realizó un censo en 1857 por orden de la Confederación Argentina.
Se crearon dos escuelas modelos de enseñanza gratuita para ambos sexos y se instaló una escuela pública para varones.
Cuidó de forestar la plaza central de la provincia.
Reorganizó completamente el Poder Judicial, lo que ocasionó graves problemas en el funcionamiento de este. Reinstaló la Corte de Justicia como autoridad máxima.

### La Revolución de 1857
El diecisiete de marzo de 1857 se produjo una revolución organizada por militares benavidistas que colocó a Nazario Benavidez en el cargo de gobernador interino en reemplazo de Francisco Díaz a quien acusaban de haber girado hacia el sector de los liberales de Buenos Aires. La revuelta no tuvo derramamientos de sangre y contó con la participación de parte de la población civil. El gobernador no presentó oposición a los revolucionarios.
La Confederación Argentina, que apoyaba a Benavidez envió prontamente una comisión interventora que asumió la gobernación y llamó a elecciones de gobernador.

## Entre la primera y segunda gobernación
Díaz continuó con su rango y funciones en el ejército luego de dejar la gobernación.
Durante la prisión de Nazario Benavidez intervino ante el gobernador Gómez, quien era su primo político, para solicitar que no lo asesinaran y lo liberaran.
Durante el gobierno de Francisco Coll fue designado jefe de policía.

## Segunda gobernación (1861 - 1862)
Luego de la conocida como Segunda Batalla de la Rinconada del Pocito los federales asumieron el poder en la San Juan. El interventor Juan Saá se hizo cargo del gobierno y designó al teniente coronel de Guardias Nacionales Filomeno Valenzuela como gobernador.
A los ocho días de haber asumido el mismo, el 27 de febrero de 1861 fue derrocado sin sangre por Díaz. El 1 de marzo Díaz asumió la gobernación.
Con la derrota de la Confederación Argentina en la Batalla de Pavón Díaz dejó el gobierno y huyó de la provincia ante la proximidad de las tropas liberales. Domingo Faustino Sarmiento fue designado gobernador en su reemplazo.